# PM Press

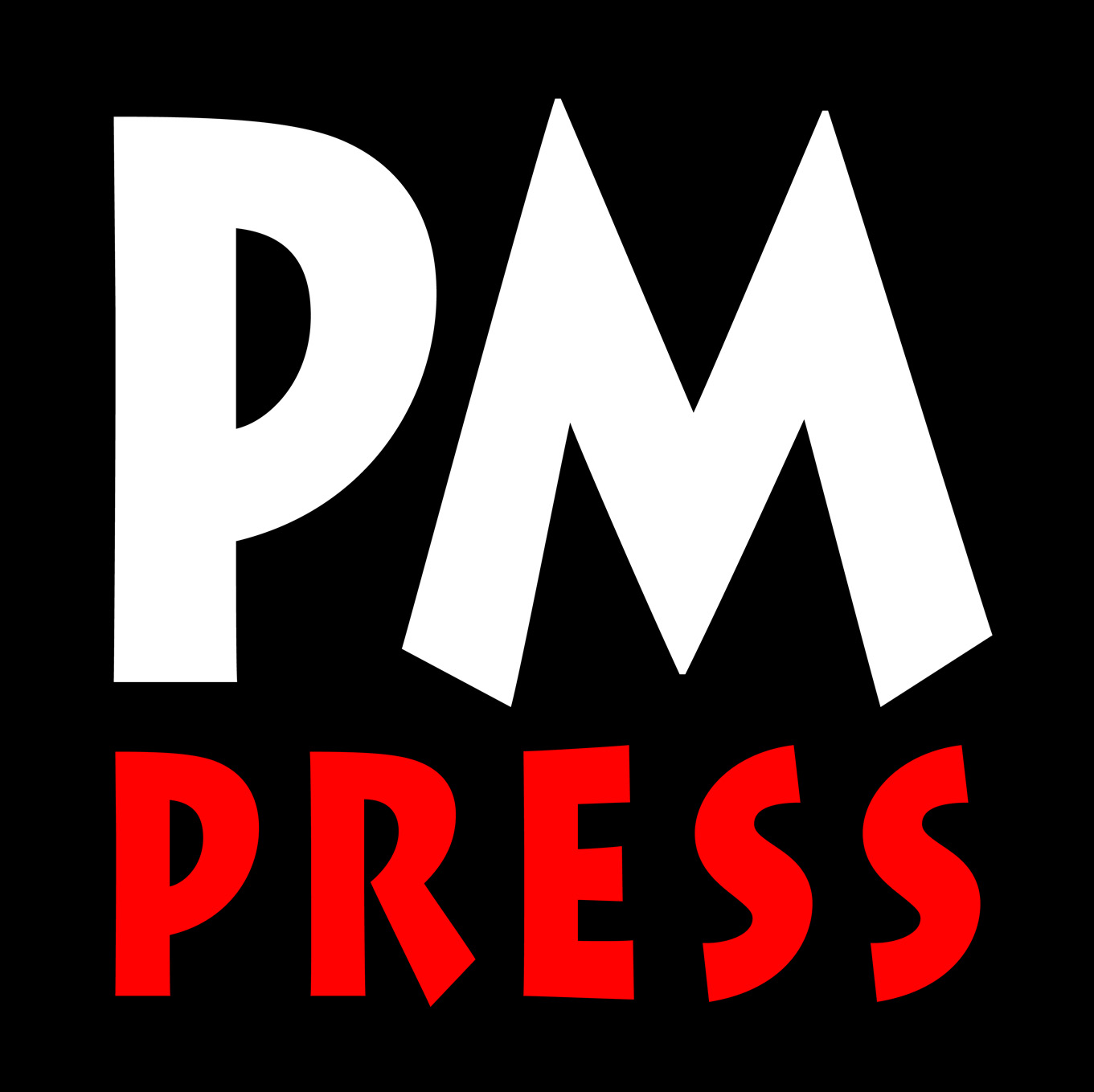
Logo PM Press

PM Press ist ein US-amerikanischer Independent-Verlag, der neben marxistischen und anarchistischen Sachbüchern Kriminal- und Science-Fiction-Romane, Graphic Novels, Musik-CDs und Dokumentarfilme veröffentlicht. Verlagssitz von PM Press ist Oakland.

## Geschichte
PM Press wurde 2007 von Ramsey Kanaan, Gründer von AK Press und Musiker, und einigen anderen Mitgliedern von AK Press gegründet. 2010 veröffentlichte PM Press u. a. die erste englischsprachige Ausgabe von Texten des deutschen Anarchisten Gustav Landauer (übersetzt von Gabriel Kuhn). Im selben Jahr hatte PM Press insgesamt mehr als 100 Bücher und andere Medien veröffentlicht.
Zu den Autoren des Buchverlags gehören Eleanor Arnason, Ursula K. Le Guin, Ian Glasper, Karen Joy Fowler, Noam Chomsky, Paul Goodman, Emma Goldman, C. L. R. James, Derrick Jensen, Gabriel Kuhn, Sasha Lilley und Michael Moorcock.